# Kania, Hạt Stargard
Kania [ˈkaɲa], trước đây là Kannenberg của Đức, là một ngôi làng thuộc khu hành chính của Gmina Chociwel, thuộc hạt Stargard, West Pomeranian Voivodeship, ở phía tây bắc Ba Lan. Nó nằm khoảng 8 kilômét (5 mi) phía tây bắc Chociwel, 24 km (15 mi) về phía đông bắc của Stargard và 45 km (28 mi) về phía đông của thủ đô khu vực Szczecin.
Trước năm 1945, khu vực này là một phần của Đức, trong thời gian đó nó được gọi là Kannenberg. Đối với lịch sử của khu vực, xem Lịch sử của Pomerania.
Ngôi làng có dân số 412 người.